# 輝姬美韻
輝姬美韻（日语：サウンドキアラ），是日本純種競賽馬匹。生涯活躍於一哩賽事，曾於2020年接連勝出京都金盃、京都牝馬錦標及阪神牝馬錦標。

## 出賽前
2015年3月31日出生於北海道千歲市社台牧場，所有權歸於母系馬主增田雄一旗下。
其後交由栗東訓練中心練馬師安達昭夫訓練。

## 競賽生涯

### 2歲
2017年11月5日出戰京都競馬場2歲新馬戰，維持於先頭位置下在直路瞬間衝出，最終以2馬位優勢取得首勝。
其後出戰大吳風草賞，然而未能於直路順利加速，最終一直被壓制下以第三落敗。

### 3歲
2018年主要出戰各項條件戰，最終取得一勝的戰績。

### 4歲
2019年，其於上半年繼續以條件戰作為目標，並取得一冠三亞一季的優秀戰績。
5月12日越級挑戰一級賽維多利亞一哩賽，然而採取後上戰術下一直未能於直路突圍而出，最終僅跑獲第七的戰績。
休養過後於10月復出並出戰一捷馬戰長岡京錦標，維持於先頭位置下於直路初段經已出頭，最終輕鬆展步下以3/4馬位優勢取得勝利。
12月7日出戰表列賽參宿七錦標，本次比賽保持於搞後位置下於最後彎道抽出外檔加速，然而末腳速度不及Strong Titan及俠平，最終以第三落敗。

### 5歲
2020年首戰為京都金盃，比賽初段以主動的姿態逐步進佔內欄位置，並於比賽途中一直維持於遮擋之下。進入直路後，其以優秀的反應於中檔位置衝出，最終成功超越Bom Servico之餘亦能抵擋全音階的追擊，最終取得首個分級賽冠軍。
其後以京都牝馬錦標作為目標，比賽途中一直處於中團位置，於最後彎道隨即抽出外檔加速。進入直路後，其成功克服較為泥濘的賽道，最終跑出優秀末腳下超越前方所有賽駒取得勝利。
4月11日出戰阪神牝馬錦標，本次比賽其採取先行的戰術，於約莫第五的位置穩步推進。進入即來後，其隨即於馬群中央透出並不斷加速，最終跑出不俗的末腳速度下成功拉開後方追擊的橙紅色，取得分級賽三連勝。
5月按照計劃出戰維多利亞一哩賽，賽前取得第四人氣。比賽開始後，其繼續採用先行戰術，一直跟隨前方的領放馬推進。進入直路後，其嘗試加速取得領先，但隨即被同樣處於先頭位置的杏目壓制，最終未能重新貼近對手下被拉開4馬位差距取得第二。
進入秋季後，其仍然以一哩戰線作為目標，然而於天鵝錦標及一哩冠軍賽中均以第十大敗。
年末，其出戰阪神盃，雖然比賽途中仍然未能發揮最大程度的速度，但仍然跑獲一席第四。

### 6歲
2021年年初縮程出戰高松宮紀念，於比賽途中大幅墮後下未能於直路修復失地，最終以第六完賽。
其後再度挑戰維多利亞一哩賽，然而於直路無法加速之下以第十七大敗。
進入秋季後，其出戰天鵝錦標錦標作為啟動戰，維持於中團位置下於通過彎道後稍微墮後，但於最後彎道時候在外檔開始重新發力。進入直路後，其於中央位置逐步透出，最終僅敗於野田幻想取得亞軍。
其後繼續挑戰一哩冠軍賽，但於中以第八大敗，年末再度出戰阪神盃亦僅獲得第五。
完成以上賽事後，陣營決定安排其退役，並於翌年1月5日取消日本中央競馬會的賽駒註冊。

### 詳細賽績
| 日期       | 舉辦國家 | 馬場 | 距離   | 級別 | 賽事名稱              | 負重 | 騎師     | 馬號 | 出馬 | 名次     | 時間     | 頭馬（二馬）     |
| ---------- | -------- | ---- | ------ | ---- | --------------------- | ---- | -------- | ---- | ---- | -------- | -------- | ---------------- |
| 4/11/2017  | 日本     | 京都 | 草1400 |      | 2歲新馬               | 54   | 武豐     | 7    | 14   | 1        | 1:22.2   | （天價之味）     |
| 16/12/2017 | 日本     | 中京 | 草1400 |      | 大吳風草賞            | 54   | 武豐     | 15   | 16   | 3        | 1:23.1   | 再來加強         |
| 13/1/2018  | 日本     | 京都 | 草1600 |      | 3歲500萬獎金以下      | 54   | 武豐     | 5    | 10   | 4        | 1:37.6   | 冠軍車手         |
| 3/2/2018   | 日本     | 東京 | 草1400 |      | 春菜賞                | 54   | 戶崎圭太 | 14   | 15   | 4        | 1:22.6   | Armonica         |
| 13/5/2018  | 日本     | 京都 | 草1600 |      | 3歲500萬獎金以下      | 54   | 松山弘平 | 7    | 9    | 1        | 1:37.2   | （Dantsu Kleio） |
| 16/6/2018  | 日本     | 阪神 | 草1600 |      | 小豆島特別            | 52   | 松若風馬 | 2    | 9    | 3        | 1:32.3   | A Shin Twinkle   |
| 8/7/2018   | 日本     | 中京 | 草1600 |      | 有松特別              |      | 武豐     | 13   | 11   | 閘前退賽 | 閘前退賽 | 冠軍車手         |
| 12/1/2019  | 日本     | 京都 | 草1600 |      | 4歲以上1000萬獎金以下 | 54   | 武豐     | 10   | 13   | 2        | 1:35.2   | Climb Major      |
| 2/2/2019   | 日本     | 中京 | 草1600 |      | 中京體育盃            | 54   | 武豐     | 3    | 10   | 3        | 1:35.2   | Another Planet   |
| 23/2/2019  | 日本     | 阪神 | 草1600 |      | 4歲以上1000萬獎金以下 | 55   | 武豐     | 10   | 11   | 2        | 1:34.7   | 名將佳品         |
| 23/3/2019  | 日本     | 阪神 | 草1600 |      | 天神橋特別            | 54   | 福永祐一 | 2    | 12   | 2        | 1:33.7   | 天價之味         |
| 20/4/2019  | 日本     | 京都 | 草1600 |      | 六波羅特別            | 55   | 武豐     | 4    | 7    | 1        | 1:32.8   | 龍兵之城         |
| 12/5/2019  | 日本     | 東京 | 草1600 | GI   | 維多利亞一哩賽        | 55   | 田邊裕信 | 17   | 18   | 7        | 1:31.2   | 樸素無華         |
| 5/10/2019  | 日本     | 京都 | 草1600 |      | 長岡京錦標            | 53   | 福永祐一 | 10   | 10   | 1        | 1:33.1   | （覓奇生輝）     |
| 7/12/2019  | 日本     | 阪神 | 草1600 | L    | 參宿七錦標            | 54   | 武豐     | 16   | 16   | 3        | 1:33.3   | Strong Titan     |
| 5/1/2020   | 日本     | 京都 | 草1600 | GIII | 京都金盃              | 53   | 松山弘平 | 3    | 18   | 1        | 1:34.0   | （全音階）       |
| 22/2/2020  | 日本     | 京都 | 草1400 | GIII | 京都牝馬錦標          | 55   | 松山弘平 | 17   | 17   | 1        | 1:23.2   | （Pourville）    |
| 11/4/2020  | 日本     | 阪神 | 草1600 | GII  | 阪神牝馬錦標          | 54   | 松山弘平 | 2    | 16   | 1        | 1:32.9   | （橙紅色）       |
| 17/5/2020  | 日本     | 東京 | 草1600 | GI   | 維多利亞一哩賽        | 55   | 松山弘平 | 18   | 16   | 2        | 1:31.3   | 杏目             |
| 31/10/2020 | 日本     | 京都 | 草1400 | GII  | 天鵝錦標              | 54   | 松山弘平 | 1    | 16   | 10       | 1:21.7   | 勝治             |
| 22/11/2020 | 日本     | 阪神 | 草1600 | GI   | 一哩冠軍賽            | 55   | 松山弘平 | 14   | 17   | 10       | 1:32.9   | 放聲歡呼         |
| 26/12/2020 | 日本     | 阪神 | 草1400 | GII  | 阪神盃                | 55   | 松山弘平 | 9    | 16   | 4        | 1:20.1   | 野田幻想         |
| 28/3/2021  | 日本     | 中京 | 草1200 | GI   | 高松宮紀念            | 55   | 松山弘平 | 17   | 18   | 6        | 1:09.6   | 野田重擊         |
| 16/5/2021  | 日本     | 東京 | 草1600 | GI   | 維多利亞一哩賽        | 55   | 松山弘平 | 12   | 18   | 11       | 1:32.3   | 放聲歡呼         |
| 30/10/2021 | 日本     | 阪神 | 草1400 | GII  | 天鵝錦標              | 54   | 松若風馬 | 2    | 18   | 2        | 1:20.8   | 野田幻想         |
| 21/11/2021 | 日本     | 阪神 | 草1600 | GI   | 一哩冠軍賽            | 55   | 武豐     | 5    | 16   | 8        | 1:33.2   | 放聲歡呼         |
| 25/12/2021 | 日本     | 阪神 | 草1400 | GII  | 阪神盃                | 55   | 武豐     | 10   | 18   | 5        | 1:20.8   | 攻必勝           |

## 退役後
退役後，輝姬美韻成為了繁殖雌馬，於北海道千歲市社台牧場休養，在2022年進行配種。首匹子嗣於2023年出生，可於2024年出賽。

### 詳細繁殖資料
| 數目   | 馬名         | 出生年 | 性別 | 父系     | 練馬師 | 馬主 | 戰績       |
| ------ | ------------ | ------ | ---- | -------- | ------ | ---- | ---------- |
| 第一匹 | 輝姬美韻2023 | 2023   | 雄   | 農神節慶 |        |      | （出賽前） |
| 第二匹 | 輝姬美韻2024 | 2024   | 雄   | 農神節慶 |        |      | （出賽前） |

## 血統簡介
父系大震撼爲日本賽駒，爲日本賽馬史上第二匹無敗三冠馬，生涯出戰十四場賽事僅得兩場未能勝出，退役後配種成績亦極爲優秀。祖父週日寧靜是美國三冠賽雙冠馬，退役後在日本配種，在日本馬壇相當成功，贏得多項分級賽事，其子嗣贏得巨額獎金。
母系靜音為日本賽駒，生涯戰績不俗，曾勝出二級賽雌馬賽。外祖父愛麗數碼為美國生產的日本賽駒，生涯戰績優秀且活躍於不同賽場，無論於草地、泥地、日本國內或海外均有實績，曾勝出包含二月錦標、秋季天皇賞及香港盃在內的六項一級賽。

### 血統表
| 父線：週日寧靜系（Halo系）         |                                  |                   |                  |
| 種馬 大震撼 2002年（棗色）         | 週日寧靜 1986年（棕色）          | Halo              | Hail to Reason   |
| 種馬 大震撼 2002年（棗色）         | 週日寧靜 1986年（棕色）          | Halo              | Cosmah           |
| 種馬 大震撼 2002年（棗色）         | 週日寧靜 1986年（棕色）          | Wishing Well      | Understanding    |
| 種馬 大震撼 2002年（棗色）         | 週日寧靜 1986年（棕色）          | Wishing Well      | Mountain Flower  |
| 種馬 大震撼 2002年（棗色）         | 風中秀髮 1991年（棗色）          | Alzao             | 利法爾           |
| 種馬 大震撼 2002年（棗色）         | 風中秀髮 1991年（棗色）          | Alzao             | Lady Rebecca     |
| 種馬 大震撼 2002年（棗色）         | 風中秀髮 1991年（棗色）          | Burghclere        | Busted           |
| 種馬 大震撼 2002年（棗色）         | 風中秀髮 1991年（棗色）          | Burghclere        | Highclere        |
| 繁殖雌馬 靜音 2007年（灰色）       | 愛麗數碼 1997年（栗色）          | Crafty Prospector | 淘金者           |
| 繁殖雌馬 靜音 2007年（灰色）       | 愛麗數碼 1997年（栗色）          | Crafty Prospector | Real Crafty Lady |
| 繁殖雌馬 靜音 2007年（灰色）       | 愛麗數碼 1997年（栗色）          | Chancey Squaw     | 首席皇冠         |
| 繁殖雌馬 靜音 2007年（灰色）       | 愛麗數碼 1997年（栗色）          | Chancey Squaw     | Allicance        |
| 繁殖雌馬 靜音 2007年（灰色）       | Sleepinginseattle 1995年（灰色） | 西雅圖迴旋        | Bold Reasoning   |
| 繁殖雌馬 靜音 2007年（灰色）       | Sleepinginseattle 1995年（灰色） | 西雅圖迴旋        | My Charmer       |
| 繁殖雌馬 靜音 2007年（灰色）       | Sleepinginseattle 1995年（灰色） | Lady's Secret     | 秘書處           |
| 繁殖雌馬 靜音 2007年（灰色）       | Sleepinginseattle 1995年（灰色） | Lady's Secret     | Great Lady M     |
| 雌系：Great Lady M系（號族：22-d） |                                  |                   |                  |
| 五代內近親交配：無                 |                                  |                   |                  |

## 命名由來
名字中，Sound（サウンド）為馬主增田雄一冠名，意思為聲音，香港翻譯為「美韻」，Chiara（キアラ）於意大利語中帶有光輝的意思，香港翻譯為「輝姬」。

## 外部連結
- 輝姬美韻 netkeiba.com （页面存档备份，存于）
- 血統表